# Montaña del Cuervo
La Montaña del Cuervo (« montagne du Corbeau », en espagnol), ou Montaña de las Lapias, est un volcan du centre de l'île de Lanzarote dans les îles Canaries. Culminant à 391 m d'altitude, il est situé sur la commune de Tinajo et fait partie du parc national de Timanfaya.

## Géologie
La Montaña del Cuervo est un cône volcanique éventré, formé lors de l'éruption du 1er au 12 septembre 1730.

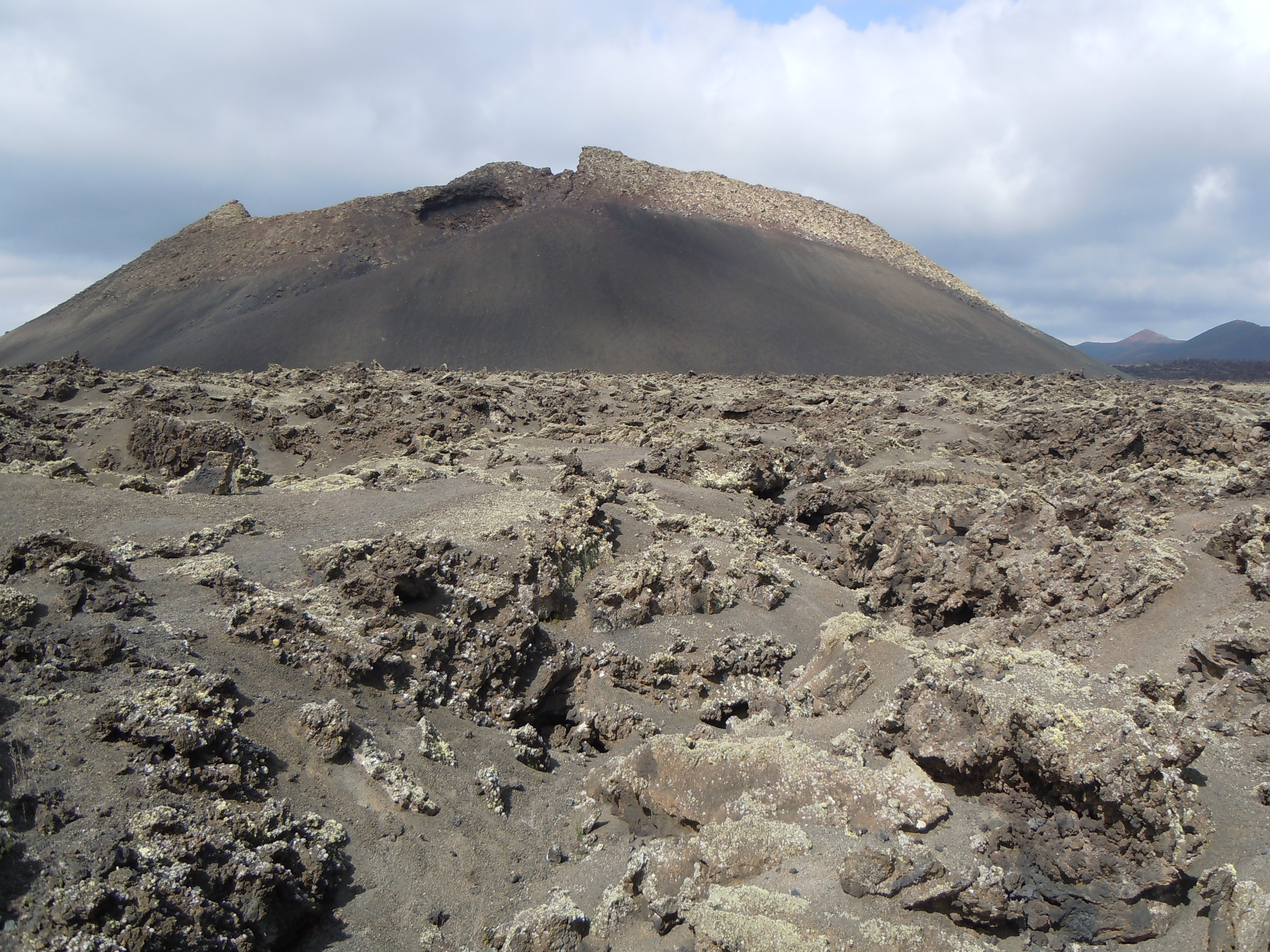
Le cratère vue à partir des champs de lave ʻaʻā.
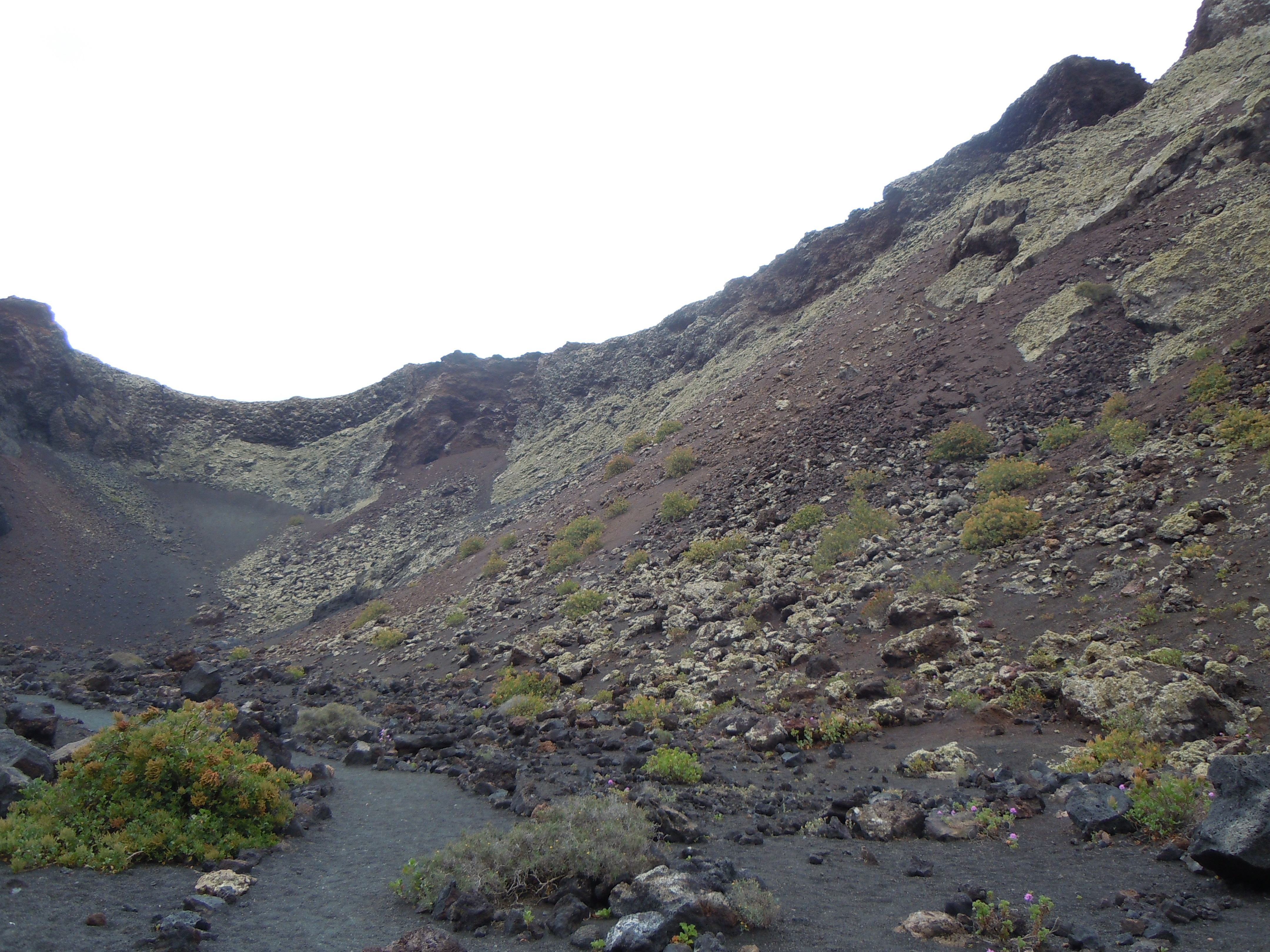
Intérieur du cratère.

## Tourisme
Un sentier a été aménagé autour et à l'intérieur du cratère. L'accès au sommet a été interdit pour éviter le piétinement et préserver la surface lisse des graviers